# فريدون مالكوم
فريدون مالكوم (بالفارسیة: فریدون ملکم) (مواليد 1875) هو مبارز بالسيف إيراني، مثّل بلاده في الألعاب الأولمبية الصيفية 1900.

## روابط خارجية
فريدون مالكوم على موقع أوليمبيديا (الإنجليزية)